# Двигатель Nissan P
Nissan P — рядный шестицилиндровый бензиновый двигатель внутреннего сгорания, выпускавшийся компанией Nissan с 1959 по 2003 год. Двигатель устанавливался на малотоннажные грузовые автомобили и внедорожники Nissan Patrol. Изготовлен по лицензии Graham-Paige.

## NAK
Двигатель Nissan NAK впервые был представлен в 1950 году. Его объём составляет 3,7 л (3670 см3), а мощность — 56 кВт (75 л. с.).

### Устанавливался на
- Nissan 290 Bus
- 1950 Nissan Patrol 4W70[2]
- 1951 Nissan Patrol 4W60
- 1952—1953 Nissan 380
- 1952—1953 Nissan 390 Bus

## NB
Двигатель Nissan NB впервые был представлен в 1953 году. Его объём составляет 3,7 л (3670 см3), а мощность — 71 кВт (95 л. с.).

### Устанавливался на
- 1953—1954 Nissan 480
- 1953—1954 Nissan 490 Bus
- 1955 Nissan Patrol 4W61

## NC
Двигатель Nissan NC впервые был представлен в 1955 году. Его объём составляет 4,0 л (3956 см3), а мощность — 77 кВт (104 л. с.) при 3400 об/мин. Диаметр цилиндра 85,7 мм, а ход поршня 114,3 мм. Двигатель устанавливался на различные автобусы, грузовики и внедорожники Nissan Patrol ранних выпусков.

### Устанавливался на
- 1955—1959 Nissan 482 Truck
- 1955 Nissan 492 Bus
- 1955—1957 Nissan 580 Truck
- 1958—1959 Nissan 582 Truck
- 1955—1957 Nissan 590 Bus
- 1958—1959 Nissan 592 Bus
- 1955—1959 Nissan Carrier 4W72
- 1956—1959 Nissan Cabstar E590
- 1956—1959 Nissan Patrol 4W65

## P
Впервые двигатель Nissan P был представлен в 1959 году. Его объём составляет 4,0 л (3956 см3), а мощность — 92 кВт (123 л. с.) при 3400 об/мин. Диаметр цилиндра 85,7 мм, а ход поршня 114,3 мм. С 1965 года мощность двигателя варьировалась от 99 кВт (133 л. с.) до 107 кВт (143 л. с.). Двигатели поздних выпусков назывались P40. На пожарные автомобили устанавливался двигатель PF с более мощным генератором переменного тока.

### Устанавливался на
- Nissan Cabstar E690
- 1959—1960 Nissan Patrol 4W66
- 1959—1968 Nissan Carrier 4W73
- 1959—1968 Nissan 680 Truck
- 1960—1968 Nissan 690 Bus
- 1960—1980 Nissan Patrol 60 series
- 1963—1968 Nissan FR40
- 1968—1969 Nissan 681 Truck
- 1968—1969 Nissan 691 Bus
- 1970 Nissan G780
- 1980—1989 Nissan Patrol 160
- 1986—2003 Nissan Patrol 260